# 4805 Asteropaios
4805 Asteropaios (1990 VH7) là một thiên thể Troia của Sao Mộc, trong nhóm Troia, được phát hiện ngày 13 tháng 11 năm 1990 bởi Shoemaker, C. S. ở Palomar. Nó được đặt theo tên Asteropaios, a character in Homer's Iliad who fought for the Trojans in the Chiến tranh thành Troia.